# (400214) 2007 BW78
(400214) 2007 BW78 es un asteroide perteneciente al cinturón exterior de asteroides, descubierto el 27 de enero de 2007 por el equipo del Mount Lemmon Survey desde el Observatorio del Monte Lemmon, Arizona, Estados Unidos.

## Designación y nombre
Designado provisionalmente como 2007 BW78.

## Características orbitales
2007 BW78 está situado a una distancia media del Sol de 3,231 ua, pudiendo alejarse hasta 3,459 ua y acercarse hasta 3,004 ua. Su excentricidad es 0,070 y la inclinación orbital 3,964 grados. Emplea 2122,23 días en completar una órbita alrededor del Sol.

## Características físicas
La magnitud absoluta de 2007 BW78 es 16,2.